# Nikolai Nikolajewitsch Nowossilzew

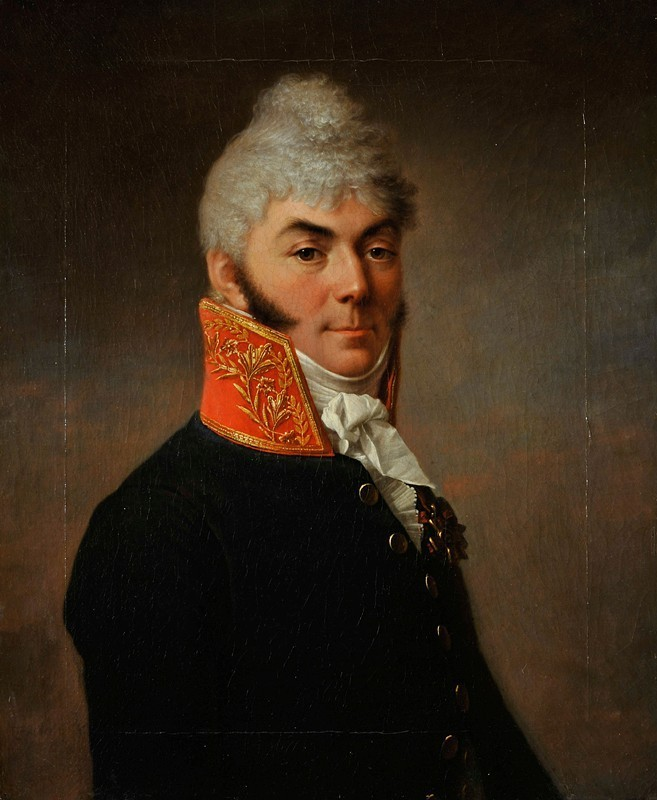
Nikolai Nikolajewitsch Nowossilzew (S. S. Schtschukin, 1808, Russisches Museum)

Nikolai Nikolajewitsch Nowossilzew (russisch Николай Николаевич Новосильцев; * 1761; † 8. Apriljul. / 20. April 1838greg. in St. Petersburg) war ein russischer Offizier, Diplomat und Politiker.

## Leben
Nowossilzew war der uneheliche Sohn der Schwester Maria des Großgrundbesitzers und Politikers Alexander Sergejewitsch Stroganow, die ihren Verwandten Nikolai Ustinowitsch Nowossilzew heiratete. Nowossilzew wuchs im Hause seines Onkels Stroganow auf. Er durchlief die Ausbildung im Pagenkorps in St. Petersburg, aus dem er 1783 in das Leibgarde-Grenadierregiment kam. 1785 wechselte er als Sekund-Major in das Reguläre Wolynski-Kosakenregiment. 1786 wurde er dem Kollegium für Auswärtige Angelegenheiten zugeordnet. Er nahm am Russisch-Schwedischen Krieg (1788–1790) im Oberkommando der Ruderflotte teil. Nach der Ersten Schärenschlacht am Svensksund bei der Insel Mussalö bei Ruotsinsalmi am 13. Augustjul. / 24. August 1789greg. wurde er zum Oberst befördert. 1794 war Nowossilzew an der Niederschlagung des Kościuszko-Aufstands in Polen und Litauen beteiligt. 1796 ließ er sich beurlauben und lebte in London, wo er Vorlesungen über Physik, Mathematik und Medizin hörte.
Nach dem Regierungsantritt Alexanders I. gehörte Nowossilzew zu den engsten Mitarbeitern Alexanders I. und war Mitglied des sogenannten Privaten Komitees. Weitere Mitglieder waren Pawel Alexandrowitsch Stroganow, Adam Jerzy Czartoryski und Wiktor Pawlowitsch Kotschubei, während Michail Michailowitsch Speranski nicht Mitglied war, aber eine wichtige Rolle spielte. 1801 wurde Nowossilzew Ehrenmitglied der Akademie der Wissenschaften. 1803–1810 war Nowossilzew Präsident der Akademie der Wissenschaften und Kurator des St. Petersburger Wissenschaftsbezirks. Unter seiner Präsidentschaft fand die erste russische Weltumseglung mit der Fregatte Nadeschda unter Kapitän Adam Johann von Krusenstern und dem Begleitschiff Newa unter Kapitän Juri Fjodorowitsch Lissjanski 1803–1806 statt. 1806 wurde Nowossilzew Vollmitglied der Akademie der Wissenschaften.
Im Oktober 1804 wurde Nowossilzew Vertreter des beurlaubten Justizministers. Er leitete die Gesetzgebungskommission. Er begleitete Alexander I. auf seinen Auslandsreisen. Anfang 1805 erreichte er ein Bündnis mit dem Vereinigten Königreich. Er wurde zum Ehrenmitglied der Freien Gesellschaft der Freunde der Literatur, Wissenschaft und Kunst gewählt. Er war Mitglied der St. Petersburger Freimaurerloge Amis reunis. 1806 wurde er als Botschafter zu Napoleon Bonaparte geschickt, aber wegen des Vierten Koalitionskrieges erreichte er Paris nicht mehr. 1809–1812 lebte er in Wien und erfüllte verschiedene diplomatische Aufträge.
1813–1815 war Nowossilzew Vizepräsident des das Herzogtum Warschau verwaltenden provisorischen Komitees. Im Verwaltungsrat des nachfolgenden Königreichs Polen entwickelte er als Vertreter Alexanders I. eine Reihe von Projekten und Einrichtungen und leitete das Komitee für Bildungswesen. 1821 wurde er Berater und Bevollmächtigter des Statthalters des Königreichs Polen Großfürst Konstantin Pawlowitsch. Als Nachfolger Adam Jerzy Czartoryskis war Nowossilzew 1824–1831 Kurator der Universität Wilna und des Wilnaer Wissenschaftsbezirks. Er leitete die Kommission zur Untersuchung und Verfolgung der Aktivitäten der Wilnaer geheimen Studentenorganisationen der Philomaten und Philareten.
1820 entwarf Nowossilzew eine erste russische Verfassung mit einem Zweikammerparlament, ohne das der Monarch kein Gesetz beschließen konnte. Er sah die Unverletzlichkeit des Eigentums, die Unabhängigkeit der Gerichte, die Gleichheit aller Bürger vor dem Gesetz, die bürgerlichen Freiheiten und die föderative Struktur Russlands vor. Er sprach in seinem geheimen Entwurf nicht das Problem der Leibeigenschaft der Bauern an, das in anderen geheimen Entwürfen von Alexei Andrejewitsch Araktschejew und Finanzminister Dmitri Alexandrowitsch Gurjew behandelt wurde. 1821 entwickelte Nowossilzew zusammen mit Michail Semjonowitsch Woronzow und Alexander Sergejewitsch Menschikow ein Projekt zur Änderung des Bauernrechts und stellte es Alexander I. vor, das aber keine Folgen hatte. 1826 wurde Nowossilzew Ehrenmitglied der Kaiserlichen Universität Moskau (IMU).
Nowossilzew kehrte nach dem Novemberaufstand 1830, bei dem der größte Teil seiner umfangreichen Dokumentensammlung verbrannte, aus Polen nach St. Petersburg zurück. Er wurde nun Mitglied des Staatsrats. Er wurde 1832 Vorsitzender des Ministerkomitees und 1834 Vorsitzender des Staatsrats als Nachfolger Wiktor Kotschubeis. 1833 erhielt er den Grafentitel. Nach seinem Tod wurde Illarion Wassiljewitsch Wassiltschikow Vorsitzender des Ministerkomitees und des Staatsrats.
Nowossilzew blieb unverheiratet. Er wurde im Alexander-Newski-Kloster in der Kirche der Ausgießung des Heiligen Geistes bestattet.

## Ehrungen
- Orden des Heiligen Andreas des Erstberufenen
- Orden des Heiligen Wladimir IV. Klasse mit Schleife, I. Klasse
- Alexander-Newski-Orden mit Diamanten
- Russischer Orden der Heiligen Anna I. Klasse
- Orden des Weißen Adlers (Polen)
- Sankt-Stanislaus-Orden